# Großer Preis von Frankreich 1998
Der Große Preis von Frankreich 1998 (offiziell Mobil 1 Grand Prix de France) fand am 28. Juni auf dem Circuit de Nevers Magny-Cours in Magny-Cours statt und war das achte Rennen der Formel-1-Weltmeisterschaft 1998.

## Bericht

### Hintergrund
Nach dem Großen Preis von Kanada führte Mika Häkkinen in der Fahrerwertung mit acht Punkten vor Michael Schumacher und mit 17 Punkten vor David Coulthard. In der Konstrukteurswertung führte McLaren-Mercedes mit 22 Punkten vor Ferrari und mit 50 Punkten vor Benetton-Playlife. 
Vor dem Rennwochenende gab es einen Fahrerwechsel: Jos Verstappen ersetzte ab diesem Rennen den wegen schlechter Leistungen entlassenen Jan Magnussen bei Stewart. 
Eigentlich war aufgrund eines Rechtsstreits geplant, das Rennen zu streichen. Obwohl der Sender TF1 die Rechte an den Ausstrahlungen der Formel-1-Wochenenden besaß, erwirkte France 3 über das französische Gericht die Genehmigung, auf der Strecke agieren zu dürfen.
Mit Michael Schumacher (dreimal) und Damon Hill (einmal) traten zwei ehemalige Sieger zu diesem Grand Prix an.

### Training

#### Freitagstraining
Häkkinen fuhr mit 1:16,515 Minuten die Bestzeit vor Eddie Irvine, Coulthard, Heinz-Harald Frentzen, Michael Schumacher und Ralf Schumacher, die alle innerhalb einer Sekunde platziert waren. Alle Fahrer lagen innerhalb von viereinhalb Sekunden platziert.

#### Samstagstraining
Erneut war Häkkinen mit 1:15,613 Minuten, rund eine Sekunde schneller als am Freitag, der schnellste Fahrer im Feld vor Michael Schumacher, Irvine und Coulthard. Alle Fahrer lagen innerhalb von vier Sekunden platziert.

### Qualifying
Nachdem in den ersten Rennen die Reifen von Bridgestone wettbewerbsfähiger waren als die von Goodyear, drehte sich dieser Trend nun um. Zwar erreichte Häkkinen mit 1:14,929 Minuten die einzige Zeit unter 1:15 Minuten und damit erneut die Pole-Position, allerdings war die Lücke nach hinten wesentlich kleiner als an den vorherigen Wochenenden. Michael Schumacher, Coulthard, Irvine und Jacques Villeneuve folgten in der Startaufstellung auf Häkkinen.

### Warm-Up
Erneut holte sich McLaren die Bestzeit, jedoch diesmal Coulthard vor Häkkinen. Alle Fahrer lagen innerhalb von fünfeinhalb Sekunden.

### Rennen

#### Erster Start
Der erste Start wurde kurz nach der Freigabe abgebrochen, weil Verstappens Motor beim Start abgestorben war. Zwar erhielten die Zuschauer die Meldung, das Rennen sei abgebrochen worden, die Fahrer jedoch nicht, sodass sie weiterhin um Positionen kämpften. Erst in der vorletzten Kurve wurde ihnen der Rennabbruch signalisiert.

#### Zweiter Start
Beim zweiten Start überholten beide Ferrari Häkkinen und Michael Schumacher fuhr schnell einen Vorsprung auf Häkkinen heraus, während Irvine beide McLaren hinter sich aufhielt. Frentzen verlor beim Start vier Plätze. In Runde 20 riskierte Häkkinen ein Überholmanöver in der letzten Kurve, verschätzte sich und drehte sich ins Kiesbett. Er konnte den Wagen wieder auf die Strecke bringen und wechselte auf neue Reifen. Er kam auf seinen dritten Platz zurück, nachdem Coulthard beim Boxenstopp Probleme mit dem Nachfüllen des Benzins hatte. Als nach rund einer halben Minute der Tankstutzen noch immer nicht korrekt aufgesetzt werden konnte, musste er ohne neuen Treibstoff auf die Strecke geschickt werden, um dann eine Runde später erneut zu tanken. Es dauerte drei Sekunden, bis Benzin in den Tank des McLaren floss. Allerdings verschätzte man sich bei der Menge und Coulthard musste nach acht Runden zum vierten Mal an die Box. Das Rennen endete mit einem Doppelsieg von Ferrari und Häkkinen auf dem dritten Platz. Die restlichen Punkteplatzierungen belegten Villeneuve, Wurz und Coulthard.
Coulthard fuhr mit 1:17,523 Minuten die schnellste Runde.
Sowohl in der Fahrer- als auch in der Konstrukteurswertung blieben die ersten drei Positionen unverändert.

## Meldeliste
| Team                         | Nr. | Fahrer                | Chassis        | Motor                   | Reifen |
| ---------------------------- | --- | --------------------- | -------------- | ----------------------- | ------ |
| Winfield Williams            | 01  | Jacques Villeneuve    | Williams FW20  | Mecachrome 3.0 V10      | G      |
| Winfield Williams            | 02  | Heinz-Harald Frentzen | Williams FW20  | Mecachrome 3.0 V10      | G      |
| Scuderia Ferrari Marlboro    | 03  | Michael Schumacher    | Ferrari F300   | Ferrari 3.0 V10         | G      |
| Scuderia Ferrari Marlboro    | 04  | Eddie Irvine          | Ferrari F300   | Ferrari 3.0 V10         | G      |
| Mild Seven Benetton Playlife | 05  | Giancarlo Fisichella  | Benetton B198  | Playlife 3.0 V10        | B      |
| Mild Seven Benetton Playlife | 06  | Alexander Wurz        | Benetton B198  | Playlife 3.0 V10        | B      |
| West McLaren Mercedes        | 07  | David Coulthard       | McLaren MP4/13 | Mercedes-Benz 3.0 V10   | B      |
| West McLaren Mercedes        | 08  | Mika Häkkinen         | McLaren MP4/13 | Mercedes-Benz 3.0 V10   | B      |
| Benson & Hedges Jordan       | 09  | Damon Hill            | Jordan 197     | Mugen-Honda 3.0 V10     | G      |
| Benson & Hedges Jordan       | 10  | Ralf Schumacher       | Jordan 197     | Mugen-Honda 3.0 V10     | G      |
| Gauloises Prost Peugeot      | 11  | Olivier Panis         | Prost AP01     | Peugeot 3.0 V10         | B      |
| Gauloises Prost Peugeot      | 12  | Jarno Trulli          | Prost AP01     | Peugeot 3.0 V10         | B      |
| Red Bull Sauber Petronas     | 14  | Jean Alesi            | Sauber C17     | Petronas 3.0 V10        | G      |
| Red Bull Sauber Petronas     | 15  | Johnny Herbert        | Sauber C17     | Petronas 3.0 V10        | G      |
| Danka Zepter Arrows          | 16  | Pedro Diniz           | Arrows A19     | Arrows 3.0 V10          | B      |
| Danka Zepter Arrows          | 17  | Mika Salo             | Arrows A19     | Arrows 3.0 V10          | B      |
| Stewart Ford                 | 18  | Rubens Barrichello    | Stewart SF2    | Ford Zetec-R 3.0 V10    | B      |
| Stewart Ford                 | 19  | Jos Verstappen        | Stewart SF2    | Ford Zetec-R 3.0 V10    | B      |
| Tyrrell                      | 20  | Ricardo Rosset        | Tyrrell 026    | Ford Zetec-R/97 3.0 V10 | G      |
| Tyrrell                      | 21  | Toranosuke Takagi     | Tyrrell 026    | Ford Zetec-R/97 3.0 V10 | G      |
| Fondmetal Minardi Team       | 22  | Shinji Nakano         | Minardi M198   | Ford Zetec-R/97 3.0 V10 | B      |
| Fondmetal Minardi Team       | 23  | Esteban Tuero         | Minardi M198   | Ford Zetec-R/97 3.0 V10 | B      |

## Klassifikation

### Qualifying
| Pos.                                                                       | Fahrer                | Konstrukteur        | Zeit     | Start |
| -------------------------------------------------------------------------- | --------------------- | ------------------- | -------- | ----- |
| 01                                                                         | Mika Häkkinen         | McLaren-Mercedes    | 1:14,929 | 01    |
| 02                                                                         | Michael Schumacher    | Ferrari             | 1:15,159 | 02    |
| 03                                                                         | David Coulthard       | McLaren-Mercedes    | 1:15,333 | 03    |
| 04                                                                         | Eddie Irvine          | Ferrari             | 1:15,527 | 04    |
| 05                                                                         | Jacques Villeneuve    | Williams-Mecachrome | 1:15,630 | 05    |
| 06                                                                         | Ralf Schumacher       | Jordan-Mugen-Honda  | 1:15,925 | 06    |
| 07                                                                         | Damon Hill            | Jordan-Mugen-Honda  | 1:16,245 | 07    |
| 08                                                                         | Heinz-Harald Frentzen | Williams-Mecachrome | 1:16,319 | 08    |
| 09                                                                         | Giancarlo Fisichella  | Benetton-Playlife   | 1:16,375 | 09    |
| 10                                                                         | Alexander Wurz        | Benetton-Playlife   | 1:16,460 | 10    |
| 11                                                                         | Jean Alesi            | Sauber-Petronas     | 1:16,627 | 11    |
| 12                                                                         | Jarno Trulli          | Prost-Peugeot       | 1:16,892 | 12    |
| 13                                                                         | Johnny Herbert        | Sauber-Petronas     | 1:16,977 | 13    |
| 14                                                                         | Rubens Barrichello    | Stewart-Ford        | 1:17,024 | 14    |
| 15                                                                         | Jos Verstappen        | Stewart-Ford        | 1:17,604 | 15    |
| 16                                                                         | Olivier Panis         | Prost-Peugeot       | 1:17,671 | 16    |
| 17                                                                         | Pedro Diniz           | Arrows              | 1:17,880 | 17    |
| 18                                                                         | Ricardo Rosset        | Tyrrell-Ford        | 1:17,908 | 18    |
| 19                                                                         | Mika Salo             | Arrows              | 1:17,970 | 19    |
| 20                                                                         | Toranosuke Takagi     | Tyrrell-Ford        | 1:18,221 | 20    |
| 21                                                                         | Shinji Nakano         | Minardi-Ford        | 1:18,273 | 21    |
| 22                                                                         | Esteban Tuero         | Minardi-Ford        | 1:19,146 | 22    |
| 107-Prozent-Zeit: 1:20,174 min (bezogen auf die Bestzeit von 1:14,929 min) |                       |                     |          |       |

### Rennen
| Pos. | Fahrer                | Konstrukteur        | Runden | Stopps | Zeit        | Start | Schnellste Runde |
| ---- | --------------------- | ------------------- | ------ | ------ | ----------- | ----- | ---------------- |
| 01   | Michael Schumacher    | Ferrari             | 71     | 2      | 1:34:45,026 | 02    | 1:17,770 (04.)   |
| 02   | Eddie Irvine          | Ferrari             | 71     | 2      | + 19,575    | 04    | 1:18,956 (24.)   |
| 03   | Mika Häkkinen         | McLaren-Mercedes    | 71     | 2      | + 19,747    | 01    | 1:18,493 (51.)   |
| 04   | Jacques Villeneuve    | Williams-Mecachrome | 71     | 2      | + 1:06,965  | 05    | 1:18,913 (41.)   |
| 05   | Alexander Wurz        | Benetton-Playlife   | 70     | 3      | + 1 Runde   | 10    | 1:19,320 (34.)   |
| 06   | David Coulthard       | McLaren-Mercedes    | 70     | 4      | + 1 Runde   | 03    | 1:17,523 (56.)   |
| 07   | Jean Alesi            | Sauber-Petronas     | 70     | 2      | + 1 Runde   | 11    | 1:19,660 (46.)   |
| 08   | Johnny Herbert        | Sauber-Petronas     | 70     | 2      | + 1 Runde   | 13    | 1:19,771 (49.)   |
| 09   | Giancarlo Fisichella  | Benetton-Playlife   | 70     | 3      | + 1 Runde   | 09    | 1:19,307 (46.)   |
| 10   | Rubens Barrichello    | Stewart-Ford        | 69     | 2      | + 2 Runden  | 14    | 1:20,651 (42.)   |
| 11   | Olivier Panis         | Prost-Peugeot       | 69     | 2      | + 2 Runden  | 16    | 1:19,953 (31.)   |
| 12   | Jos Verstappen        | Stewart-Ford        | 69     | 2      | + 2 Runden  | 15    | 1:20,849 (45.)   |
| 13   | Mika Salo             | Arrows              | 69     | 1      | + 2 Runden  | 19    | 1:21,502 (60.)   |
| 14   | Pedro Diniz           | Arrows              | 69     | 1      | + 2 Runden  | 17    | 1:21,765 (38.)   |
| 15   | Heinz-Harald Frentzen | Williams-Mecachrome | 68     | 2      | DNF         | 08    | 1:19,229 (47.)   |
| 16   | Ralf Schumacher       | Jordan-Mugen-Honda  | 68     | 3      | + 3 Runden  | 06    | 1:19,052 (53.)   |
| –    | Shinji Nakano         | Minardi-Ford        | 65     | 2      | DNF         | 21    | 1:21,883 (41.)   |
| –    | Toranosuke Takagi     | Tyrrell-Ford        | 60     | 3      | DNF         | 20    | 1:20,299 (35.)   |
| –    | Jarno Trulli          | Prost-Peugeot       | 55     | 3      | DNF         | 12    | 1:19,869 (05.)   |
| –    | Esteban Tuero         | Minardi-Ford        | 41     | 1      | DNF         | 22    | 1:22,761 (34.)   |
| –    | Damon Hill            | Jordan-Mugen-Honda  | 19     | 1      | DNF         | 07    | 1:19,490 (04.)   |
| –    | Ricardo Rosset        | Tyrrell-Ford        | 16     | 0      | DNF         | 18    | 1:22,435 (03.)   |

## WM-Stände nach dem Rennen
Die ersten sechs des Rennens bekamen 10, 6, 4, 3, 2 bzw. 1 Punkt(e).

### Fahrerwertung
| Pos. | Fahrer                | Konstrukteur        | Punkte |
| ---- | --------------------- | ------------------- | ------ |
| 01   | Mika Häkkinen         | McLaren-Mercedes    | 50     |
| 02   | Michael Schumacher    | Ferrari             | 44     |
| 03   | David Coulthard       | McLaren-Mercedes    | 30     |
| 04   | Eddie Irvine          | Ferrari             | 25     |
| 05   | Alexander Wurz        | Benetton-Playlife   | 14     |
| 06   | Giancarlo Fisichella  | Benetton-Playlife   | 13     |
| 07   | Jacques Villeneuve    | Williams-Renault    | 11     |
| 08   | Heinz-Harald Frentzen | Williams-Mecachrome | 8      |
| 09   | Rubens Barrichello    | Stewart-Ford        | 4      |
| 10   | Mika Salo             | Arrows              | 3      |
| 11   | Jean Alesi            | Sauber-Petronas     | 3      |
| 12   | Johnny Herbert        | Sauber-Petronas     | 1      |

| Pos. | Fahrer            | Konstrukteur       | Punkte |
| ---- | ----------------- | ------------------ | ------ |
| 13   | Pedro Diniz       | Arrows             | 1      |
| 14   | Jan Magnussen     | Stewart-Ford       | 1      |
| 15   | Shinji Nakano     | Minardi-Ford       | 0      |
| 16   | Ralf Schumacher   | Jordan-Mugen-Honda | 0      |
| 17   | Damon Hill        | Jordan-Mugen-Honda | 0      |
| 18   | Ricardo Rosset    | Tyrrell-Ford       | 0      |
| 19   | Esteban Tuero     | Minardi-Ford       | 0      |
| 20   | Olivier Panis     | Prost-Peugeot      | 0      |
| 21   | Jarno Trulli      | Prost-Peugeot      | 0      |
| 22   | Toranosuke Takagi | Tyrrell-Ford       | 0      |
| 23   | Jos Verstappen    | Stewart-Ford       | 0      |

### Konstrukteurswertung
| Pos. | Konstrukteur        | Punkte |
| ---- | ------------------- | ------ |
| 01   | McLaren-Mercedes    | 80     |
| 02   | Ferrari             | 69     |
| 03   | Benetton-Playlife   | 27     |
| 04   | Williams-Mecachrome | 19     |
| 05   | Stewart-Ford        | 5      |
| 06   | Sauber-Petronas     | 4      |

| Pos. | Konstrukteur       | Punkte |
| ---- | ------------------ | ------ |
| 07   | Arrows             | 4      |
| 08   | Minardi-Ford       | 0      |
| 09   | Jordan-Mugen-Honda | 0      |
| 10   | Tyrrell-Ford       | 0      |
| 11   | Prost-Peugeot      | 0      |